# Помощник адвоката
Помощник адвоката — должность в адвокатуре.

## Функции
- Оказывать содействие адвокату в оказании им юридической помощи.
- Проводить анализ законодательства и обобщать судебную практику.
- Оказывать помощь адвокату в составлении заявлений, жалоб, ходатайств и других документов правового характера.
- Оказывать помощь при подготовке исковых заявлений, в том числе подготовку всех необходимых документов, заверение копий документов у нотариуса.
- Выезжать к клиентам адвоката для передачи или получения документов.[1]

## Россия
Адвокат вправе иметь помощников. Помощниками адвоката могут быть лица, имеющие высшее, незаконченное высшее или среднее юридическое образование, за исключением лиц, указанных в пункте 2 статьи 9 Федерального закона Об адвокатской деятельности и адвокатуре в Российской Федерации.
Помощник адвоката не вправе заниматься адвокатской деятельностью.
Помощник адвоката обязан хранить адвокатскую тайну.
Помощник адвоката принимается на работу на условиях трудового договора, заключенного с адвокатским образованием, а в случае, если адвокат осуществляет свою деятельность в адвокатском кабинете, — с адвокатом, которые являются по отношению к данному лицу работодателями. Социальное страхование помощника адвоката осуществляется адвокатским образованием, в котором работает помощник, а в случае, если адвокат осуществляет свою деятельность в адвокатском кабинете, — адвокатом, в адвокатском кабинете которого работает помощник.
Стаж работы помощником адвоката входит в стаж работы по юридической должности.

## Украина
Помощник адвоката — это физическое лицо, осуществляющее деятельность на основании и в порядке, предусмотренных Законом Украины «Об адвокатуре и адвокатской деятельности» и Кодексом законов о труде Украины.
Помощником адвоката может быть физическое лицо, которое:
— является гражданином Украины или иностранным гражданином, или лицом без гражданства, в установленном порядке получили разрешение на трудоустройство на Украине на должность помощника адвоката;
— имеет высшее юридическое образование;
— владеет государственным языком.
Не может быть помощником адвоката лицо, которое:
— имеет непогашенную или не снятую в установленном законом порядке судимость за совершение тяжкого, особо тяжкого преступления, а также преступления, за которое назначено наказание в виде лишения свободы;
— признано судом недееспособным или ограниченно дееспособным;
— относительно которого принято решение о прекращении права на занятие адвокатской деятельностью, — в течение двух лет со дня принятия решения о прекращении права на занятие адвокатской деятельностью;
— освобождено от должности судьи, прокурора, следователя, нотариуса, с государственной службы или службы в органах местного самоуправления за нарушение присяги или совершения коррупционного правонарушения, — в течение трех лет со дня предоставления освобождения.
Помощник адвоката вправе:
— пользоваться информационными базами данных, телекоммуникационными сетями и специальной литературой адвоката;
— вносить предложения по организации своей работы;
— по согласованию с адвокатом участвовать в конференциях, семинарах, круглых столах, форумах, других научно — практических мероприятиях, проходить стажировку;
— участвовать в совещаниях, собраниях трудового коллектива и других мероприятиях соответствующего адвокатского бюро, адвокатского объединения;
— повышать свой профессиональный уровень в системе подготовки и повышения квалификации адвокатов;
Помощник адвоката, при условии предоставления письменного согласия клиента адвоката, имеет право:
— участвовать в предварительной подготовке судебных дел к рассмотрению, по поручению адвоката готовить проекты запросов, писем, исковых заявлений, других материалов, связанных с рассмотрением конкретного дела, других процессуальных документов, используемых адвокатом;
— по поручению адвоката получать ответы на адвокатские запросы, делать выписки из материалов адвокатского досье, делать копии и выписки из документов, предоставленных в распоряжение адвоката клиентом;
— присутствовать во время консультаций адвоката, во время проведения следственных действий и в судебных заседаниях;
— собирать документы и другие материалы, необходимые адвокату для выполнения принятых им поручений;
— выполнять поручения правового характера, вести по поручению и под контролем адвоката несложные судебные дела и предоставлять консультации по вопросам законодательства.
— осуществлять другие действия, не запрещенные законодательством.
Помощник адвоката обязан:
— своевременно и качественно выполнять поручения адвоката;
— соблюдать сроки подготовки документов и выполнения поручений;
— постоянно повышать свой профессиональный уровень и квалификацию;
— бережно относиться к имуществу адвоката;
— не допускать нарушений прав и свобод человека и гражданина;
— соблюдать нормы адвокатской этики ;
— хранить адвокатскую тайну.

## История
Учреждение судебных установлений, предоставив лицам, занимающимся в течение 5 лет «судебной практикой под руководством присяжн. поверенных в качестве их помощников», право на получение звания присяжных поверенных (ст. 354), не установило никаких правил о порядке и условиях вступления в помощники, о правах и обязанностях их, о контроле над ними; об их ответственности. Пробел этот мог быть восполнен советами присяжных поверенных только отчасти.
Положение помощников и в конце XIX века далеко не нормально. Закон от 25 мая 1874 г., уравнявший помощников с частными поверенными (см. ниже) и предоставивший им право вести самостоятельно дела, в действительности освободил наших «стажеров» от требуемой судебными уставами подготовки к адвокатской профессии. Дисциплинарный надзор за ними недостаточен. Попытки советов присяжн. поверенных подчинить помощников своему надзору встречали противодействие со стороны судебных палат. Ходатайства СПб. совета присяжн. поверенных о легализации положения помощников остались без последствий.
В некоторых местах помощники собственным почином организовались в сословие на началах, однородных с сословием присяжных поверенных, с выборным учреждением во главе (комиссия), надзирающим за деятельностью членов сословия. В С.-Петербурге помощники делятся на 3 группы (I-я имени Буцковского, II-я имени Спасовича и III-я имени Пассовера); во главе каждой из них стоят руководители, избираемые советом и комиссией из опытнейших и наиболее сведущих присяжных поверенных; в заседаниях группы прочитываются и обсуждаются рефераты по различным юридическим вопросам. При СПб. столичном мировом съезде состоит консультация помощников присяжн. поверенных, где бедным даются юридические наставления бесплатно.
С 1909 года Екатерина Флейшиц стала первой в России женщиной-помощником адвоката, помощник присяжного поверенного округа Петербургской судебной палаты.